# Мутвиця
Му́твиця — село у Зарічненській громаді Вараського району Рівненської області України. Населення становить 630 осіб (станом на 2001 рік), 593 особи (станом на 2019 рік).

## Географія
Поблизу села бере початок річка Гнила Прип'ять. У селі розташована ботанічна пам'ятка природи — Псевдотсуга тисолиста.
| Клімат Мутвиці          | Клімат Мутвиці | Клімат Мутвиці | Клімат Мутвиці | Клімат Мутвиці | Клімат Мутвиці | Клімат Мутвиці | Клімат Мутвиці | Клімат Мутвиці | Клімат Мутвиці | Клімат Мутвиці | Клімат Мутвиці | Клімат Мутвиці | Клімат Мутвиці |
| Показник                | Січ.           | Лют.           | Бер.           | Квіт.          | Трав.          | Черв.          | Лип.           | Серп.          | Вер.           | Жовт.          | Лист.          | Груд.          | Рік            |
| Середній максимум, °C   | −2,5           | −1,2           | 3,6            | 12,4           | 19,2           | 22,7           | 23,8           | 23,0           | 18,2           | 11,9           | 4,8            | 0,0            | 11,3           |
| Середня температура, °C | −5,5           | −4,4           | −0,1           | 7,5            | 13,6           | 17,3           | 18,4           | 17,6           | 13,2           | 7,9            | 2,3            | −2,5           | 7,1            |
| Середній мінімум, °C    | −8,4           | −7,5           | −3,7           | 2,7            | 8,1            | 11,9           | 13,1           | 12,2           | 8,3            | 3,9            | −0,2           | −5             | 3,0            |
| Норма опадів, мм        | 34             | 28             | 28             | 39             | 56             | 84             | 78             | 63             | 56             | 46             | 40             | 41             | 593            |
| ----------------------- | -------------- | -------------- | -------------- | -------------- | -------------- | -------------- | -------------- | -------------- | -------------- | -------------- | -------------- | -------------- | -------------- |
| Джерело:                |                |                |                |                |                |                |                |                |                |                |                |                |                |

## Населення
Станом на 1989 рік у селі проживали 621 особа, серед них — 301 чоловік і 320 жінок.
За даними перепису населення 2001 року у селі проживали 630 осіб. Рідною мовою назвали:
| Мова       | Кількість осіб | Відсоток |
| ---------- | -------------- | -------- |
| українська | 627            | 99,52 %  |
| російська  | 2              | 0,32 %   |
| білоруська | 1              | 0,16 %   |

Населення станом на 1 січня 2007 року становило 551 особу.[джерело?]

## Політика
Голова сільської ради — Захаревич Олександр Іванович, 1972 року народження, вперше обраний у 2006 році. Інтереси громади представляють 14 депутатів сільської ради:
| Партія        | Кількість депутатів | Відсоток |
| ------------- | ------------------- | -------- |
| Самовисування | 14                  | 100,00 % |

На виборах у селі Мутвиця працює окрема виборча дільниця, розташована в приміщенні клубу. Результати виборів:
- Парламентські вибори 2002: зареєстровано 414 виборців, явка 92,03 %, найбільше голосів віддано за Блок Юлії Тимошенко — 27,56 %, за партію «За єдину Україну!» — 19,95 %, за Комуністичну партію України — 16,54 %. В одномандатному окрузі найбільше голосів отримав Олександр Абдуллін (Демократична партія України — партія «Демократичний союз») — 29,66 %, за Віктора Вдовиченка (самовисування) — 19,16 %, за Леонтія Самчука (Соціалістична партія України) — 11,02 %[11].
- Вибори Президента України 2004 (перший тур): 351 виборець взяв участь у голосуванні, з них за Віктора Ющенка — 39,32 %, за Віктора Януковича — 34,76 %, за Олександра Мороза — 13,96 %[12]
- Вибори Президента України 2004 (другий тур): 356 виборців взяли участь у голосуванні, з них за Віктора Ющенка — 63,76 %, за Віктора Януковича — 33,71 %[13].
- Вибори Президента України 2004 (третій тур): зареєстровано 396 виборців, явка 88,64 %, з них за Віктора Ющенка — 73,22 %, за Віктора Януковича — 25,07 %[14].
- Парламентські вибори 2006: зареєстровано 405 виборців, явка 86,17 %, найбільше голосів віддано за Блок Юлії Тимошенко — 27,51 %, за блок Наша Україна — 14,61 %, за Соціалістичну партію України — 9,74 %[15].
- Парламентські вибори 2007: зареєстровано 408 виборців, явка 73,28 %, найбільше голосів віддано за Блок Юлії Тимошенко — 32,78 %, за блок Наша Україна — Народна самооборона — 22,07 %, за Комуністичну партію України — 12,71 %[16].
- Вибори Президента України 2010 (перший тур): зареєстровано 402 виборці, явка 82,34 %, найбільше голосів віддано за Юлію Тимошенко — 35,05 %, за Володимира Литвина — 13,60 %, за Віктора Януковича — 13,29 %[17].
- Вибори Президента України 2010 (другий тур): зареєстровано 400 виборців, явка 80,75 %, з них за Юлію Тимошенко — 69,97 %, за Віктора Януковича — 27,55 %[18].
- Парламентські вибори 2012: зареєстровано 392 виборці, явка 72,70 %, найбільше голосів віддано за Всеукраїнське об'єднання «Батьківщина» — 31,23 %, за Комуністичну партію України — 21,75 % та Партію регіонів — 20,70 %.[19] В одномандатному окрузі найбільше голосів отримав Микола Сорока (Партія регіонів) — 29,55 %, за Сергія Кошина (Всеукраїнське об'єднання «Батьківщина») — 28,87 %, за Василя Яніцького (самовисування) — 27,49 %[20].
- Вибори Президента України 2014: зареєстровано 393 виборці, явка 71,50 %, з них за Петра Порошенка — 34,16 %, за Юлію Тимошенко — 26,69 %, за Олега Ляшка — 13,17 %[21].
- Парламентські вибори в Україні 2014: зареєстровано 398 виборців, явка 66,33 %, найбільше голосів віддано за «Народний фронт» — 35,61 %, за Блок Петра Порошенка — 24,24 % та Всеукраїнське об'єднання «Батьківщина» — 6,06 %.[22] В одномандатному окрузі найбільше голосів отримав Василь Яніцький (Блок Петра Порошенка) — 34,09 %, за Віктора М'ялика (самовисування) проголосували 20,45 %, за Вадима Татуся (самовисування) — 10,23 %[23].

## Транспорт
Через село проходить автомобільний шлях регіонального значення Р76, що поєднує Прикладники і Дубровицю.[джерело?]

## Соціальна сфера
У селі є школа III ступеня, фельдшерсько-акушерський пункт, сільський клуб, бібліотека.[джерело?]